# Michele di Zaclumia
Mihajlo Višević, italianizzato in Michele di Zaclumia (in serbo-croato: Mihailo Višević; in alfabeto cirillico serbo: Михаило Вишевић) e raramente noto come Michele Vuševukčić (... – dopo il 940 ?), fu un sovrano indipendente o semi-indipendente di etnia slava attivo in Zaclumia (in serbo-croato Zahumlje), una regione compresa nell'attuale Erzegovina centrale e nella Croazia meridionale, due aree in grande ascesa nella prima parte del X secolo.
Il principe Michele di Zaclumia amministrava terre che confinavano con la Serbia e probabilmente con la Croazia, due sue rivali per via della sua alleanza con la Bulgaria. Egli riuscì comunque a preservare una certa autonomia per almeno buona parte del suo regno.
Michele entrò in conflitto territoriale con Pietro di Serbia, espansosi grazie a una serie di campagne militari in Narenta (anche detta Pagania), a ovest del fiume Neretva. Per scongiurare la minaccia, Michele avvertì il suo alleato, lo zar bulgaro Simeone I, delle trattative segrete in corso tra Pietro e il principale nemico di Simeone, l'Impero bizantino. Il sovrano bulgaro attaccò la Serbia e fece prigioniero Pietro, il quale poi morì in prigione.
Michele fu menzionato insieme a Tomislao I di Croazia nella lettera di papa Giovanni X del 925. In quello stesso anno, partecipò ai primi concili di Spalato, circostanza che ha indotto alcuni storici a ritenere che la Zaclumia fosse un vassallo della Croazia. Qualunque sia la verità, Michele, il quale si fregiò di ambiti titoli della corte bizantina come quelli di anthypatos e di patrizio (patrikios), restò a capo della Zaclumia fino agli anni Quaranta del X secolo, preservando buone relazioni con il papato.

## Contesto storico

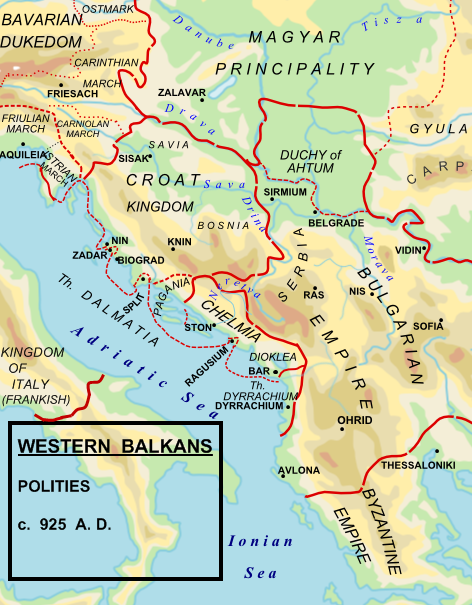
Cartina che riproduce l'estensione territoriale della Chelmia di Michele (Zaclumia, in serbo-croato Zahumlje) al suo apice, tra il Regno di Croazia e l'Impero bulgaro

Compilata nel 950 circa, l'opera storica intitolata De administrando imperio e attribuita all'imperatore bizantino Costantino Porfirogenito riferisce che Michele era figlio di Busebutze (in greco: Bouseboutzis > Visevitz), ma non chiarisce se la sua famiglia discendesse da «serbi non battezzati» o fosse di origine serba come gli altri zaclumi. Tuttavia, una lettura più attenta dell'opera lascia intendere che la considerazione di Costantino sull'identità etnica della popolazione del principato è influenzata dal dominio politico serbo e non precisa in maniera adeguata l'origine etnica.
Secondo l'imperatore, o anche Michele stesso a seconda di come andrebbe interpretata l'opera di Porfirogenito, la sua famiglia non era di origine serba, poiché apparteneva ai Litziki (Λιτζίκη), un popolo non battezzato situato sul fiume Vistola nella Piccola Polonia. A giudizio di Tibor Živković, la regione della Vistola da cui provenivano gli antenati di Michele era il luogo in cui avrebbero vissuto i Croati bianchi e non i Serbi bianchi, e non è chiaro se gli Zaclumi «nel periodo della migrazione verso i Balcani fossero davvero serbi o croati o tribù slave che in alleanza con serbi o croati arrivarono nei Balcani». Per Francis Dvornik gli Zaclumi «avevano un legame di interesse più stretto con i Croati che con i Serbi, poiché sembra che siano emigrati nella loro nuova patria non con i Serbi, ma con i Croati». L'origine tribale di Michele è legata alla tradizione orale della Historia Salonitana di Tommaso Arcidiacono, che parla di sette o otto tribù di nobili chiamati Lingoni che arrivarono dalla Polonia e si stabilirono in Croazia.
L'area controllata da Michele comprendeva la Zaclumia, più tardi conosciuta come Hum (l'attuale Erzegovina occidentale e Croazia meridionale), così come la Travunia (attuale Erzegovina orientale e Croazia meridionale con centro a Trebigne) e buona parte della Doclea (moderno Montenegro). Il suo territorio formava quindi un blocco lungo la costa dalmata meridionale, dal fiume Neretva a Ragusa, con quest'ultima che pagava un tributo.
La Zaclumia rappresentava il più antico principato serbo. La maggior parte delle dinastie medievali serbe provenivano dalla Zaclumia o dalla Doclea (attuale Montenegro). La Bulgaria non confinava ancora con la Zaclumia e una parte della Croazia si trovava tra le due terre. A tal proposito, il cronista Giovanni da Venezia (morto nel 1009) riferisce che, nel 912, un viaggiatore veneziano che aveva appena attraversato la Bulgaria e la Croazia sulla via del ritorno raggiunse la Zaclumia.
(Chronicon Venetum, Giovanni da Venezia)

## Biografia

### Alleanza con Simeone I di Bulgaria
Il primo riferimento a Michele nelle fonti risale al 912. Il cronista Giovanni da Venezia racconta che in quel periodo Pietro, figlio del doge di Venezia Orso II Participazio (regnante dal 912 al 932), fu catturato a tradimento mentre tornava da una missione diplomatica a Costantinopoli da Michele, "principe degli Slavi" (dux Sclavorum), quando voleva attraversare le terre dei croati. Prima che Pietro facesse il suo ingresso in Croazia mentre procedeva verso casa, quando entrò in Zaclumia o quando raggiunse la provincia della Narenta o della Pagania Michele lo fece catturare e inviare come ostaggio di spicco a Simeone I di Bulgaria. Dal 912, Michele divenne un fedelissimo alleato del sovrano bulgaro, il quale pianificò numerose campagne di successo contro l'Impero bizantino.
Il potere di Simeone crebbe così tanto da rappresentare una minaccia costante per l'Impero bizantino, il quale decise di cercare dei nuovi alleati nei Balcani. Leone Rabduco, lo stratego del Dyrrachion, individuò uno dei potenziali alleati di Costantinopoli nel principe della Serbia, Petar Gojniković, il quale era in pace con la Bulgaria dall'897 ma ne era praticamente diventato quasi un vassallo. Petar eseguì una serie di campagne militari verso ovest e pare che, per questo motivo, entrò in contrasto con Michele. Costantino riferisce che, geloso delle conquiste altrui, il principe della Zaclumia avvertì Simeone della cospirazione. Il sovrano bulgaro attaccò la Serbia e catturò Petar, che morì in prigione. La maggioranza degli studiosi colloca la guerra alla Serbia all'anno 917, in particolare dopo il 20 agosto, quando la battaglia di Anchialo si era conclusa con la disfatta dell'esercito bizantino sbarcato nel porto omonimo. Nel 924 Simeone sottomise la Serbia e, anziché nominare un vassallo che governasse per suo conto, la pose sotto la sua diretta autorità. Nella sostanza, Simeone divenne un vicino di Michele e della Croazia, che allora era sotto re Tomislao e aveva buoni rapporti con Bisanzio. È probabile che Michele rimase fedele a Simeone fino alla morte di quest'ultimo, avvenuta nel 927.

### Concili ecclesiastici di Spalato
Le fonti dimostrano che Michele fu coinvolto in importanti eventi ecclesiastici che si svolsero in territorio croato a metà degli anni Venti del X secolo. Nel corso dei due concili di Spalato del 925 e nel 928, si stabilì o confermò ufficialmente il riconoscimento di Spalato come sede arcivescovile dell'intera Dalmazia (e non solo delle città bizantine). Un'altra questione importante riguardò la lingua liturgica: sin dalla conversione degli slavi compiuta da Cirillo e Metodio nel secolo precedente, la Chiesa slava si era abituata a impiegare lo slavo piuttosto che il latino nelle funzioni religiose.
La Historia Salonitana, la cui composizione potrebbe essere iniziata alla fine del XIII secolo, cita una lettera inviata da Papa Giovanni X a Tomislao, «re (rex) dei Croati», in cui si fa riferimento al primo concilio in alcuni dettagli. Se la lettera fosse autentica, ciò dimostrerebbe che al concilio parteciparono non solo i vescovi della Dalmazia croata e bizantina, ma pure Tomislao, il cui territorio comprendeva anche le città romee della Dalmazia, e alcuni rappresentanti di Michele. In questa missiva, Giovanni descrive Michele come un uomo «degno di ogni lode» (excellentissimus dux Chulmorum). Le fonti non dicono nulla sulla natura dei rapporti tra il dux Michele e il rex Tomislao. Alcuni storici hanno considerato la partecipazione di Michele al concilio ecclesiastico e la differenza tra i loro titoli come una possibile prova del fatto che Michele avesse cambiato bandiera, subordinandosi alla Croazia. John V. A. Fine, tuttavia, non condivide questa linea di pensiero, affermando che i concili ebbero una propria risonanza ecclesiastica in tutta la Dalmazia, anche perché il loro andamento era scrupolosamente supervisionato dall'autorità papale. Inoltre, Michele sembra aver mantenuto una posizione neutrale quando ebbe luogo un conflitto tra Croazia e Bulgaria nel 926, motivo per cui è lecito immaginare che Michele fosse in buoni rapporti con i sovrani di entrambe le terre.
Il 10 luglio 926, «Michele, rex Sclavorum» prese possesso del porto controllato da Bisanzio di Siponto, in Puglia, e saccheggiò la città. Sembra quindi certo che, in quel frangente, Michele non agisse come alleato imperiale in Puglia, né che la sua flotta fosse sbarcata sulle coste italiane come forza di soccorso contro Arabi, Longobardi o qualsiasi altra potenza ostile. Pertanto egli agì da alleato dei bulgari. Rimane ignoto se Michele agì invece su ordine di Tomislao, come suggerito da alcuni storici. Secondo Omrčanin, Tomislao inviò la marina croata sotto la guida di Michele per scacciare i Saraceni da quella parte dell'Italia meridionale e liberare la città. È interessante notare che Costantino, nel suo De administrando imperio, non menziona l'incursione di Michele, né i concili della Chiesa svoltisi a Spalato.

### Ultimi anni
Costantino ricorda Michele come principe (arconte) degli Zachlumi, ma impiega inoltre titoli altisonanti della corte bizantina come anthypatos e patrizio (patrikios) per descrivere il suo rango e il suo status politico. Questi titoli sono stati interpretati come il riflesso di una posizione più subordinata dopo la morte di Simeone nel 927, quando Michele perse il sostegno bulgaro necessario per qualsiasi riconoscimento di rango superiore. Michele non compare in nessuna fonte negli avvenimenti successivi al 925, ma lo storico Fine ritiene che la sua parentesi al potere durò fino al 940 circa. Časlav Klonimirović, che divenne sovrano di Serbia dopo la morte di Simeone, potrebbe essersi impadronito di alcuni territori di Michele mentre procedeva nella conquista della Travunia.